# 香港同志影展
香港同志影展是香港眾多電影節之一，每年約在9月舉行，歷時約兩週，參展電影全以LGBT題目作主題。
影展亦會於每年頒發玲瓏大獎給對LGBT社群有貢獻的人士。

## 背景

1998年香港同志電影節海報

1989年，在電影監製／投資人博偉達及林奕華的籌劃下，香港藝術中心舉辦了第1屆香港同志電影節。其後電影節於每年舉行時，均有不同的主題。1999年，因票房問題，電影節最終沒有舉行。

香港同志影展標誌

2000年，林奕華已離開，博偉達另找人，找上導演楊曜愷，兩人在香港舉行新的一屆LGBT電影節，並將電影節改名為「香港同志影展」。他們更於翌年創辦了香港同志影展協會（Hong Kong Lesbian & Gay Film Festival Society），好讓電影節可以自找資金，不用再依賴香港藝術中心。
從1989年至今，香港同志影展有數十年的歷史，可算是亞洲區最長壽的LGBT電影節之一。

## 屆
| 屆 | 日期                    | 主題      | 參考  |
| -- | ----------------------- | --------- | ----- |
| 26 | 2015年9月19日至10月10日 | VIVA ASIA | [ 2 ] |
| 27 | 2016年9月17日至10月2日  |           | [ 3 ] |
| 28 | 2017年9月9日至9月24日   |           | [ 4 ] |
| 32 | 2021年9月11日至9月25日  |           |       |

## 參註
1. 1 2 3  甄晓菲. . 《南方周末》. 2007-01-11. （原始内容存档于2021-09-18）.
2. ↑  . 2015-08-20  [2022-07-30]. （原始内容存档于2021-06-24）.
3. ↑  . 2016-08-25  [2017-08-25]. （原始内容存档于2017-08-25）.
4. ↑  . 2017-08-14  [2022-07-30日]. （原始内容存档于2021年8月5日）.

## 外部連結
- 官方网站
- 香港同志影展的Facebook專頁